# Oribatella palustris
Oribatella palustris är en kvalsterart som beskrevs av Hammer 1962. Oribatella palustris ingår i släktet Oribatella och familjen Oribatellidae. Inga underarter finns listade i Catalogue of Life.